# Тразімено

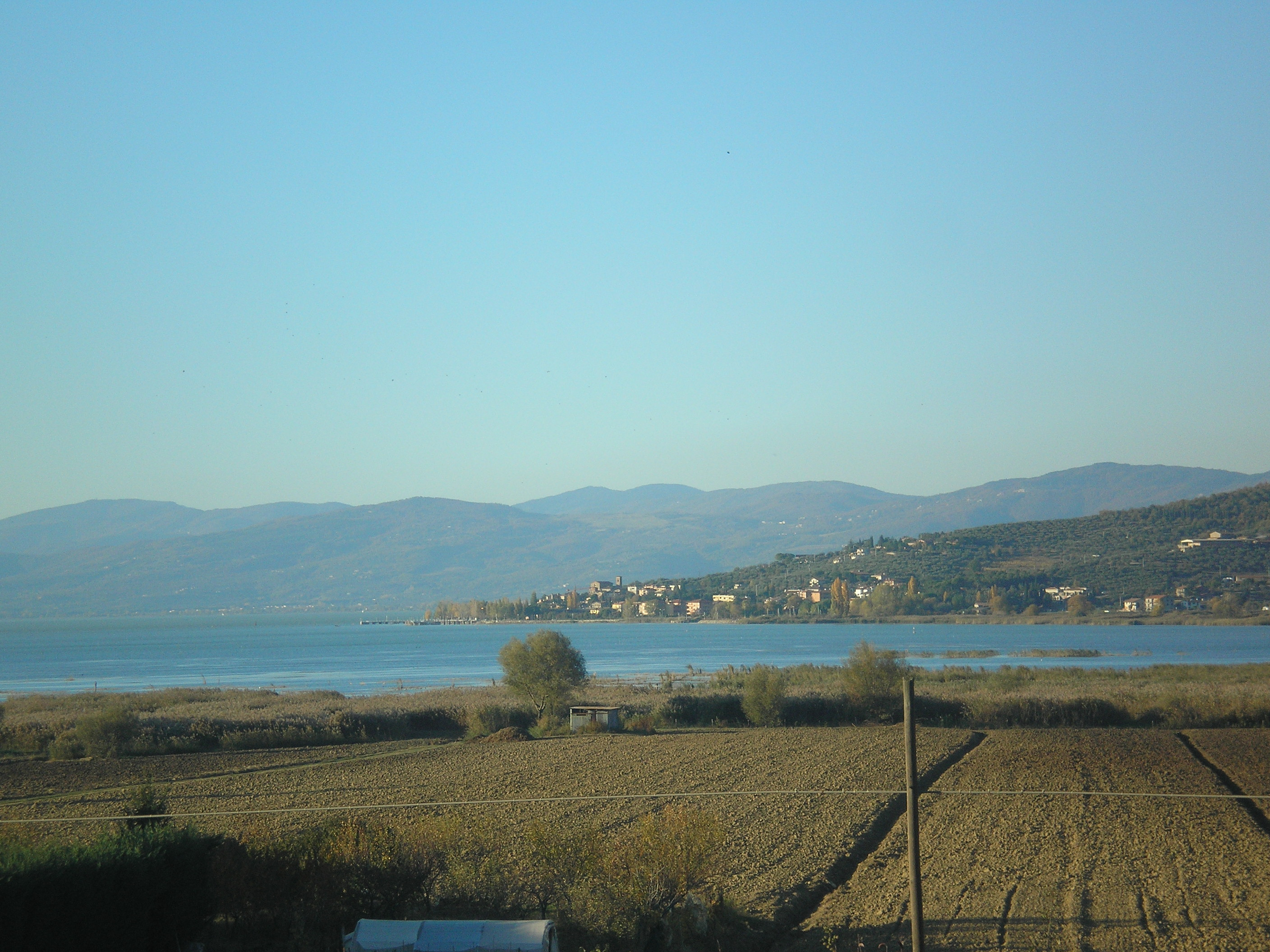

Тразіменське озеро, Тразімено — найбільше озеро на Апеннінському півострові, на південь від річки По, з площею 128 км², що дещо менше, ніж озеро Комо. Середня глибина — 6,72 м.

## Історія
У 217 році до н. е. карфагенська армія під проводом Ганнібала у битві поблизу озера розгромила римську армію під проводом Гая Фламінія.

## У міфології
У 5 томі «Пуніки» Сілія Італіка пояснюється назва озера. Німфа Агілла (лат. Agylle, ім'я збігається з ранньою назвою міста Цере поблизу озера) звабила місцевого хлопця Тразимена (лат. Thrasymennus), сина Тіррена з Етрурії, та затягнула його до себе на дно річки. В аналогії з позбавленням Тіррена сина, Сілій описує і вчинок Ганнібала, який під час Пунічної війни перед битвою поблизу озера відмовився принести в жертву богам свого сина та, на думку Сілія, через це, хоча й виграв битву, не зміг у підсумку перемогти Рим.